# Simtek S951
El Simtek S951 fue un coche de Fórmula 1 diseñado por Nick Wirth y Paul Crooks y utilizado por Simtek durante la temporada 1995 de Fórmula 1. El asiento número 11 lo ocupó Domenico Schiattarella y el asiento número 12 lo ocupó Jos Verstappen. El piloto de pruebas del equipo fue Hideki Noda. Noda estaba listo para ocupar el puesto número 11 durante la segunda mitad de la temporada, pero el equipo se retiró después de la quinta ronda. El motor era un Ford-Cosworth EDB 3.0l V8. El patrocinador principal del equipo fue MTV.

## Diseño y desarrollo
El monoplaza fue diseñado por el propietario y director técnico de Simtek, Nick Wirth, junto con el diseñador jefe de Simtek Research, Paul Crooks. Fue una evolución directa del coche de la temporada 1994, el S941. Para asegurar un punto de apoyo firme en el deporte después de una temporada traumática en la que Roland Ratzenberger murió en Imola mientras conducía el S941, el equipo diseñó el S951 para que fuera sencillo y sin complicaciones.
Uno de los principales cambios fue el cambio de motor y cajas de cambios, ya que Simtek recibió la antigua caja de cambios Benetton de 1994 junto con el motor Ford-Cosworth EDB, que reemplazó a los motores Ford-Cosworth HB. Las cajas de cambios Benetton se utilizaron como parte del acuerdo del equipo para emplear a Verstappen, quien fue cedido desde su puesto como piloto de pruebas de Benetton. Los S951 fueron los últimos coches en completarse con todos los chasis de los equipos de F1 de 1995, y llegaron a la primera ronda del campeonato en Brasil con pruebas mínimas.

## Historia
El S951 era mucho más competitivo que el S941, y Verstappen y Schiattarella llevaron el coche a la meta en varias ocasiones. Verstappen pudo clasificar el coche en la media tabla en varias carreras, siendo su mejor resultado el decimocuarto en Argentina, aunque solo terminó una carrera debido a la falta de confiabilidad de la transmisión. Su mejor actuación en carrera se produjo en la misma carrera, donde corrió en sexto lugar hasta que falló su caja de cambios. Schiattarella, sin embargo, llegó al final y consiguió el mejor resultado del equipo con el noveno puesto.
Wirth reveló en la ronda de Mónaco, donde ambos pilotos no pudieron tomar la salida, que en los dieciocho meses que había existido el equipo, había acumulado 6 millones de libras en deudas, en parte debido a un acuerdo que no se materializó y que involucraba una estafa. Wirth decidió no viajar al GP de Canadá con la esperanza de conseguir un patrocinio para la siguiente ronda en Francia, pero fracasó. El equipo quebró y no compitió en más rondas. El chasis se vendió en una subasta en julio de 1995, vendiéndose el chasis de Verstappen por 18.000 libras esterlinas y el chasis de Schiattarella por 16.000 libras esterlinas.

## Uso posterior
El S951 no se utilizó hasta 2006, pero se utilizaron dos ejemplares en el Campeonato EuroBOSS de 2007, con Paul Smith y Peter Alexander conduciendo el chasis.

## Resultados
(Clave) (negrita indica pole position) (cursiva indica vuelta rápida)

| Año     | Motor   | Neu. | N.º | Pilotos                | 1   | 2   | 3   | 4   | 5   | 6   | 7   | 8   | 9   | 10  | 11  | 12  | 13  | 14  | 15  | 16  | 17  | Puntos | Pos. |
| ------- | ------- | ---- | --- | ---------------------- | --- | --- | --- | --- | --- | --- | --- | --- | --- | --- | --- | --- | --- | --- | --- | --- | --- | ------ | ---- |
| 1995    | Ford V8 | G    |     |                        | BRA | ARG | SMR | ESP | MON | CAN | FRA | GBR | GER | HUN | BEL | ITA | POR | EUR | PAC | JPN | AUS | 0      | NC   |
| 1995    | Ford V8 | G    | 11  | Domenico Schiattarella | Ret | 9   | Ret | 15  | Ret |     |     |     |     |     |     |     |     |     |     |     |     | 0      | NC   |
| 1995    | Ford V8 | G    | 12  | Jos Verstappen         | Ret | Ret | Ret | 12  | Ret |     |     |     |     |     |     |     |     |     |     |     |     | 0      | NC   |
| Fuente: |         |      |     |                        |     |     |     |     |     |     |     |     |     |     |     |     |     |     |     |     |     |        |      |